# Gintarė Latvėnaitė
Gintarė Latvėnaitė (ur. 1980 w Wilnie) – litewska aktorka, występująca w teatrze, kinie i telewizji. Nominowana do Krzyża Złotej Sceny, za Rolę roku 2003.

## Role teatralne
- Triufaldino, arba Dviejų ponų tarnas – dziewczyna hotelowa (2002)
- Švelnumas – Hen (2003)
- Senosios skrynios pasakos (2003)
- Pasaulio kraštas –  Lena (2003)
- Šeimyninės istorijos – Andrija (2003)
- Madagaskaras – Salė (2004)
- Trys aukštos moterys – C. (2004)
- Dienos akys – Mata Hari – Mata Hari (2005)
- Bukareštas.1969 – Liučija (2005)

## Role kinowe i telewizyjne
- Perspektyvi pora  (2005)
- Giminės bruožas  (2005)